# Posiłek (Rogów Opolski)
Posiłek – przysiółek wsi Rogów Opolski w Polsce, położony w województwie opolskim, w powiecie krapkowickim, w gminie Krapkowice.
Położony jest w pobliżu węzła drogowego autostrady nr  z drogą krajową nr . Na terenie miejscowości znajduje się zabytkowa kapliczka z XVIII wieku.
W latach 1975–1998 przysiółek administracyjnie należał do ówczesnego województwa opolskiego.